# Astrangia costata
Espèce
Statut CITES
Astrangia costata  est une espèce de coraux appartenant à la famille des Rhizangiidae.